# Baie de Fort-de-France
Baie de Fort-de-France är en vik i Martinique. Den ligger i den sydvästra delen av Martinique, utanför huvudstaden Fort-de-France.